# Dapanoptera
Dapanoptera är ett släkte av tvåvingar. Dapanoptera ingår i familjen småharkrankar.

## Arter inomDapanoptera[1]
- Dapanoptera auroatra
- Dapanoptera candidata
- Dapanoptera carolina
- Dapanoptera cermaki
- Dapanoptera fascipennis
- Dapanoptera gressittiana
- Dapanoptera hipmilta
- Dapanoptera latifascia
- Dapanoptera meijereana
- Dapanoptera percelestis
- Dapanoptera perdecora
- Dapanoptera plenipennis
- Dapanoptera richmondiana
- Dapanoptera torricelliana
- Dapanoptera toxopaeana
- Dapanoptera versteegi
- =Dapanoptera virago